# Simon Phipps (Bischof)
Simon Wilton Phipps, MC (* 6. Juli 1921; † 29. Januar 2001) war ein britischer anglikanischer Theologe und Bischof von Lincoln.
Simon Phipps besuchte das Eton College und trat, nachdem er dort seinen Schulabschluss gemacht hatte, sofort als Soldat in die Coldstream Guards ein. Er wurde 1941 zum Offizier befördert. Bis zum Ende seiner militärischen Laufbahn erreichte er den Rang eines Majors. Für eine Aufklärungsmission, bei der er am 19. April 1945 in der Nähe des Ortes Chiesa del Banda in der Po-Ebene zum zweiten Mal im Krieg verwundet wurde, wurde ihm das Military Cross (MC) verliehen. Nach dem Ende des Krieges blieb er zunächst in der Armee und war in Indien und dem Verteidigungsministerium in London eingesetzt.
1946 verließ Phipps die Armee mit dem Wunsch Priester zu werden. Dazu studierte er zunächst Geschichte am Trinity College in Cambridge. Er schloss sein Geschichtsstudium 1948 ab. 1949, während er die Priesterausbildung am Westcott House ebenfalls in Cambridge erhielt, war er Präsident des Studententheaters Footlights. 1950 wurde er zum Priester geweiht.
Nach seiner Priesterweihe trat er seine erste Stelle in Huddersfield an, kehrte aber 1953 als Priester an das Trinity College nach Cambridge zurück, wo er bis 1958 tätig war. Von 1958 bis 1968 war er in verschiedenen Positionen an der Kathedrale von Coventry tätig und dort vor allem für die Verbindung zwischen Kirche und Industriearbeitern verantwortlich. 1968 wurde er zum Suffraganbischof von Horsham in der Diözese Chichester berufen. Von 1974 bis zu seinem Eintritt in den Ruhestand 1987 war er Bischof der Diözese Lincoln und in dieser Eigenschaft ein Mitglied des House of Lords.
In innerkirchlichen Fragen war Simon Phipps ein streitbarer Mann, der sich für umstrittene Positionen wie etwa das Zusammenleben von homosexuellen Priestern mit ihren Lebensgefährten und die Priesterweihe von Frauen einsetzte.
Ursprünglich als Offizier als offizieller Begleiter von Prinzessin Margaret ausgesucht, entwickelte sich zwischen den beiden eine Freundschaft und Phipps war auch als ein geistlicher Beistand für sie tätig. Er war der Patenonkel ihres Sohnes David Linley.
Simon Phipps war seit 1973 verheiratet, das Ehepaar hatte keine Kinder.